# Králičí nora na Wikipedii

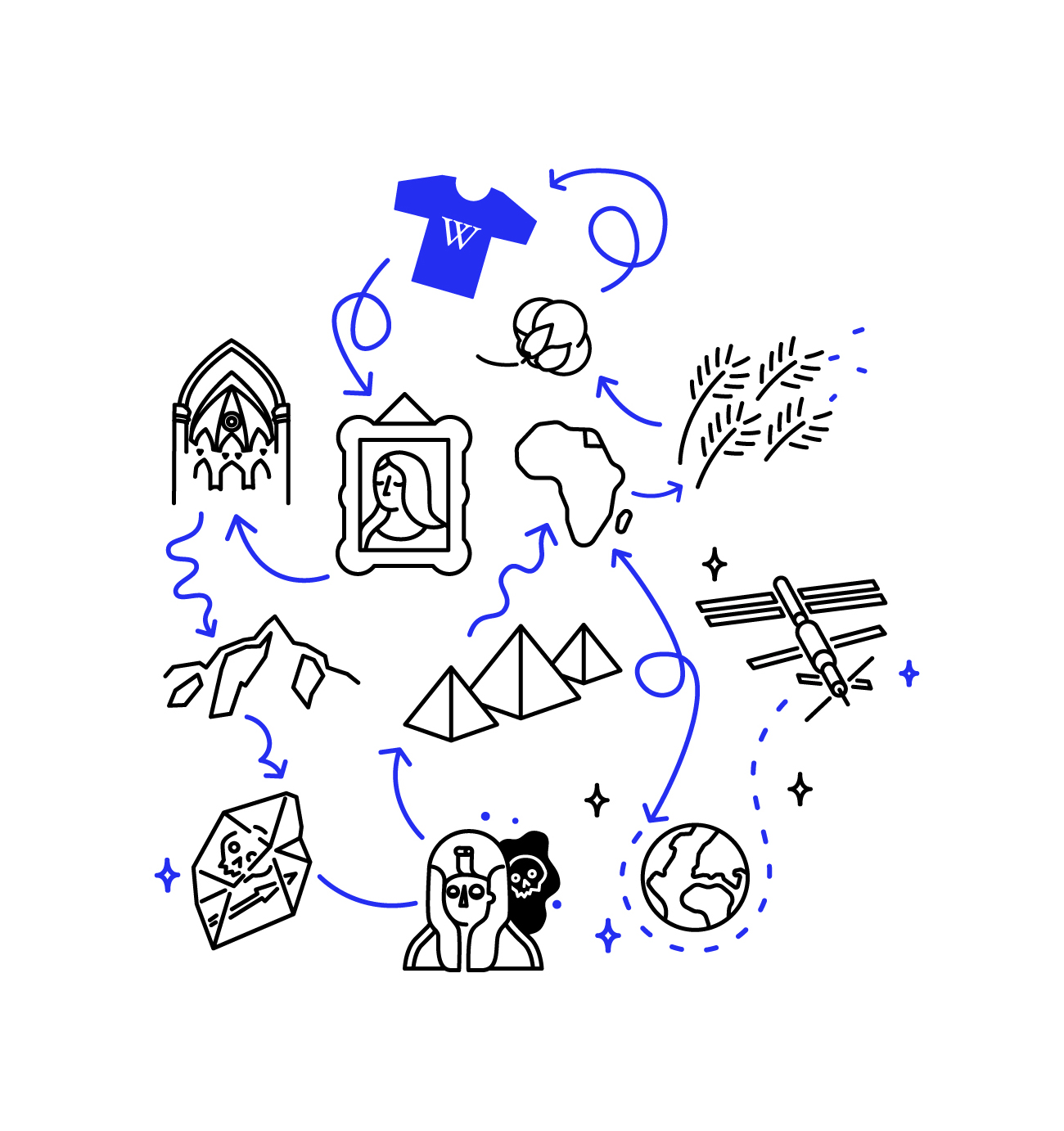
Ilustrace zobrazující princip králičí nory na Wikipedii

Králičí nora na Wikipedii (anglicky Wikipedia rabbit hole) je princip, při kterém čtenář internetové encyklopedie Wikipedie postupně nabývá nové vědomosti tak, že pomocí tzv. modrých odkazů postupně navštěvuje další články.
Metafora pro pojem králičí nora vychází z díla Alenka v říši divů od Lewise Carrolla, ve kterém se vyskytuje bílý králík, který se schová v noře, a z principu fungování černých děr, do kterých jsou vtahovány různé objekty.

## Související stránky
- Wikiracing